# ロニー・オサリバン
ロナルド・アントニオ（ロニー）・オサリバン（Ronald Antonio "Ronnie" O'Sullivan、1975年12月5日 - ）は、イングランドのスヌーカー選手。

## プレースタイル
プレーの速さと攻撃的なスタイルで知られるオサリバンは、デビューシーズン中に9フレーム先取の試合に43分という驚異的なスピードで勝利した。スヌーカーの大きな試合会場ではMCがニックネームをつけて選手を呼び入れる演出があり、16歳の彼は以後「ザ・ロケット」というニックネームで呼ばれることになった。
近年はより慎重な「パーセンテージ」スタイルを採用することが多くなり、安全性を優先するようになった。この変化により、彼の特徴的な華やかさが失われたという論評を受けることもある。
1997年4月21日に開催された世界選手権では「Maximum Break」（スヌーカーで1度のプレーシリーズで獲得可能な最高得点を取ること、147）をわずか5分20秒で達成し、「プロ・スヌーカー・トーナメントで最速の147点」としてギネス記録に認定された。これは2024現在でも最速の記録である。
本来の利き腕は右腕だが、体を大きくストレッチする必要がある状況では左腕で撞く。他のプロ選手やアマチュアにも逆サイドでは反対の手で撞く（スイッチする）選手が多くみられ、台の大きなスヌーカーではあまり珍しいことではない。一例をあげれば、強力なキュー切れで知られる左利きのJudd Trumpは、逆サイドでは反対の右手を使う、彼は普段でもレストに関しては右手を使う。ただ、ロニーの影響で若い世代にはスイッチできる選手が多くなっており、逆手を用いてもセンチュリーブレークを出すと言われているロニーは、逆手を使う選手の代表格となっている。
2014年のウエールズオープン、丁俊暉との決勝では、最終フレームで当時12回目となる147を達成した。この時には右上クッションそばの難しい最後の赤玉を左手で決め、さらに147点目となる最後のブラックボールも（冗談めいて）左手を使って沈めた。　
しかしながら、当然左腕を使うのは簡単に落とせる球であり、プレッシャーのかかる場面では選択しない場合も多い。2017年に行われたChampion of ChampionsのShaun Muphyとの決勝では、左腕を使えば無理のないフォームで撞ける球を、右腕を使って大きくストレッチして外したことで敗退している。
類い稀なる才能を持ちながら、メンタル面では不安定なことが知られている。特に全盛期には顕著であり、現在でも気分屋、移り気などと評されることもある。スイッチの入った時の彼は神のようだが、2019年シーズン最終盤の世界選手権で、初出場を収めたアマチュア選手に敗退するなど、彼の二面性はよく知られている。デビューした16歳当時、二人三脚でバックアップしていた彼の父親が殺人事件で有罪となり、18年の刑期に入る。このことで（スヌーカープレーヤーとしても）「最大の原動力を失った。」と語るなど、テーブル外での問題が多く重圧になっていた。
メンタル面での問題に対処するため、2011年以降スポーツ心理学の専門家として有名なスティーブ・ピータース博士（オリンピック、英国サッカー代表、リバプールFC等のコーチを歴任）より、メンタル面でのコーチングを受ける。スヌーカー選手にとっては異例のことであり、話題になった。この後数年のシーズンでは安定した好成績を収め、他の選手もコーチングを受けることが一般的になった。
ロニー・オサリバンは繊細なキューボールコントロール、両手でのプレー、戦術的な天才性、ブレイクビルディング、そして精神的な強さの組み合わせにより、スヌーカー史上最も完成度が高い選手と評されている。

## 人物
アルコール・薬物依存症を克服するため、20代の頃よりランニングをしており、海外の試合先でも最低1日5マイルは走ると語っている。2013年の自伝『Running』の中で、「走ることは私の宗教であり信念。」だとし、精神的な健康と人間関係の安定に役立ったと述べている。
10キロ走ベストタイム34分54秒、5キロクロスカントリー20分23秒等、まずまずの成績を残し、地元クラブに所属してアマチュアの走行会にも頻繁に参加している。
過去にBBCの自動車番組『トップ・ギア』では、有名人が市販車でサーキットを走ってタイムを競う人気企画「Star in a reasonably priced car」に登場し好記録を残している。また2016年には初のミステリー小説を出版している。
2024年10月、優秀人才入境計画によって香港の永住権を取得した。

## 主な成績

### ランキング対象
- 世界選手権：2001, 2004, 2008, 2012, 2013, 2020, 2022
- 全英選手権：1993, 1997, 2001, 2007, 2014, 2017, 2018, 2023
- 中国オープン：1996, 1999, 2000
- 上海マスターズ：2009, 2017,2019,2020,2023

### その他
- マスターズ：1995, 2005, 2007, 2009, 2014, 2016, 2017
- プレミアリーグ：1997, 2001, 2002, 2005 (04/05), 2005 (05/06), 2006, 2007, 2008, 2010, 2011

など